# Poopó (kommun)

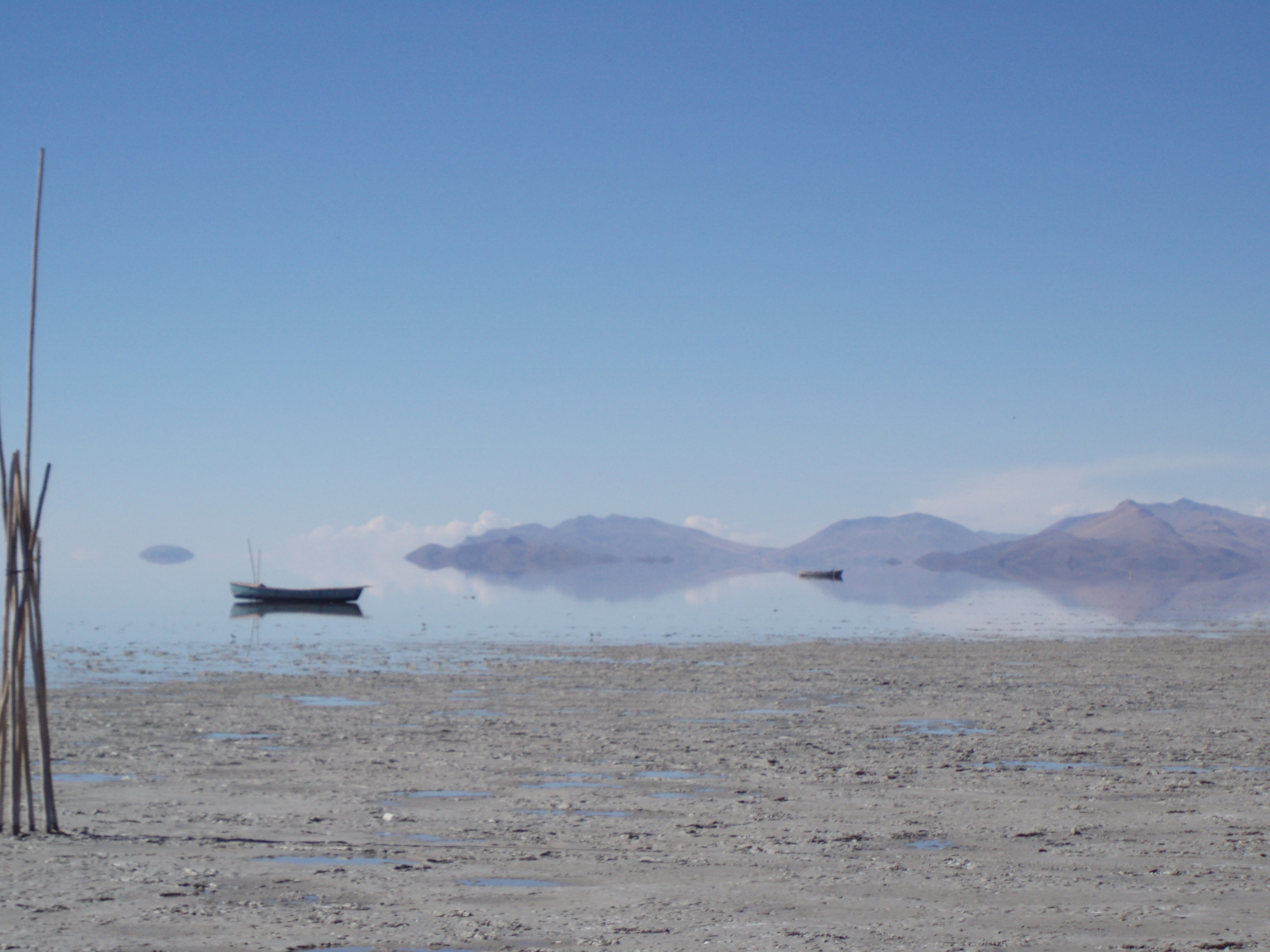
Poopósjön

Poopó är en kommun i den bolivianska provinsen Poopó i departementet Oruro. Den administrativa huvudorten är Poopó.